# إبراهيم الهاشمي
إبراهيم الهاشمي هو شاعر وكاتب إماراتي، والمدير التنفيذي للمبيعات التجارية في شركة إعمار العقارية.

## حياته
ولد إبراهيم الهاشمي في عام 1961م، له اهتمامات فنية في مجال الرسم فقد قام بتصميم طابع بريدي للهيئة العامة للبريد في الإمارات، وفي مجال التصوير حيث حاز على جوائز عديدة على مستوى الدولة وأقام عددًا من المعارض الفنية للوحاته، حاز على بكالوريوس في الاقتصاد في إدارة الأعمال من جامعة الإمارات عام 1984م، عمل بعد ذلك في شركة إعمار العقارية كمدير تنفيذي في مجال المبيعات، ألّف العديد من الدواوين الشعرية والتراجم كما كتب نصوصًا أدبية متعددة حيث نشر العديد من القصائد والمقالات والدراسات التراثية في صحف ومجلات الإمارات (الخليج، البيان، الاتحاد، الرافد وشؤون أدبية)، وله عمود أسبوعي بعنوان خمس دقائق كل يوم أحد في صحيفة الإمارات اليوم، له أكثر من 10 مؤلفات أدبية بين شعر وتراجم وتراث، كما أنه عضو إداري في عدد كبير من المؤسسات الثقافية كما أنه ترأس مجلس إدارة اتحاد كتاب وادباء الإمارات عام 2005م ومن ثمة تسلم منصب الأمين العام للاتحاد في فترة لاحقة.

## المؤسسات التي ينتسب لها
- عضو مجلس الإدارة في اتحاد كتاب وأدباء الإمارات منذ عام 1988 حيث تسلم عدة مهام خلال توجده عضوًا.
  - رئيس مجلس الإدارة 2005
  - عضو مجلس الإدارة نائب رئيس الاتحاد 1997
  - عضو مجلس الإدارة مسؤول التأليف والنشر 1994-1995
  - عضو مجلس الإدارة أمين السر العام 1993-1994
  - عضو مجلس الإدارة مسؤول النشاط الثقافي 1988-1989
- عضو ندوة الثقافة والعلوم.
- عضو نادي دبي للصحافة.
- عضو ملتقى اعمار الدولي للفنون منذ تأسيسه سنة 2003 حتى الآن.

## الجوائز
- نال المركز الأول في الرسم على مستوى الدولة للمدارس الإعدادية عام 1976م.
- نال المركز الأول في مجال التصوير الفوتوغرافي في مهرجان الجامعات الخليجية في الكويت عام 1984م.
- نال المركز الأول في مجال التصوير الفوتوغرافي في مسابقة الوصل لفن التصوير الفوتوغرافي عام 1984م.
- حاز على جائزة أفضل عمل فني في التصوير الفوتوغرافي في مسابقة جائزة العويس للابتكار والتفوق العلمي الدورة السابعة عام 1996م.[8]
- حاز على جائزة أفضل عمل فني في التصوير الفوتوغرافي في مسابقة جائزة العويس للابتكار والتفوق العلمي الدورة العاشرة عام 1999م.[9]

## مؤلفاته

### الشعر
| الكتاب                                                                                        | الناشر                                                              | سنة الإصدار | عدد الصفحات | ردمك ISBN                     |
| --------------------------------------------------------------------------------------------- | ------------------------------------------------------------------- | ----------- | ----------- | ----------------------------- |
| «مناخات أولى»                                                                                 | اتحاد كتاب وأدباء الإمارات                                          | 1996        | 87          | لا يوجد رقم دولي للكتاب       |
| «قلق»                                                                                         | اتحاد كتاب وأدباء الإمارات                                          | 2000        | 57          | لا يوجد رقم دولي للكتاب       |
| «تفاصيل»                                                                                      | اتحاد كتاب وأدباء الإمارات                                          | 2000        |             | لا يوجد رقم دولي للكتاب       |
| «مَس»                                                                                          | هيئة أبوظبي للثقافة والتراث، مشروع قلم                              | 2010        | 53          | (ردمك 9789948016427)          |
| «شعر Berührung»                                                                               | هيئة أبوظبي للثقافة والتراث، مشروع قلم                              | 2011        | 60          | (ردمك 9783905950144)          |
| «ديوان الشاعر ثاني بن عبود الفلاسي»                                                           | هيئة أبوظبي للسياحة والثقافة                                        | 2014        | 320         | (ردمك 9789948172253)          |
| «مختارات من الشعر العربي الحديث في الخليج والجزيرة العربية» إعداد الفصل الخاص بشعراء الإمارات | الأمانة العامة لمؤسسة جائزة عبد العزيز سعود البابطين للإبداع الشعري | 1996        | 880         | (ردمك [[خاص:Booksources/\|]]) |

كتاب

### التراجم
| الكتاب                                                                                | الناشر                             | سنة الإصدار | عدد الصفحات | ردمك ISBN               |
| ------------------------------------------------------------------------------------- | ---------------------------------- | ----------- | ----------- | ----------------------- |
| «قامات من الإمارات»                                                                   | الشارقة : دائرة الثقافة والإعلام   | 2001        | 175         | لا يوجد رقم دولي للكتاب |
| «الشاعر مبارك بن حمد العقيلي 1293 - 1374 هـ - 1875 - 1955 م»                          | مؤسسة سلطان بن علي العويس الثقافية | 2013        | 317         | (ردمك 9789948416692)    |
| «محمد خليفة بن حاضر المهيري (1945 - 2011 م): استعادات وامضة لجماليات الراحل المسافرة» | الشارقة : دائرة الثقافة والإعلام   | 2012        | 166         | (ردمك 9948048814)       |

### نصوص
| الكتاب       | الناشر                     | سنة الإصدار | عدد الصفحات | ردمك ISBN            |
| ------------ | -------------------------- | ----------- | ----------- | -------------------- |
| «ماذا أسميك» | اتحاد كتاب وأدباء الإمارات | 2015        | 110         | (ردمك 9789948184317) |

### تراث
| الكتاب                                               | الناشر                        | سنة الإصدار | عدد الصفحات | ردمك ISBN            |
| ---------------------------------------------------- | ----------------------------- | ----------- | ----------- | -------------------- |
| «المعتقدات الشعبية في دولة الإمارات العربية المتحدة» | الريم للطباعة والنشر والتوزيع | 2017        | 192         | (ردمك 9789948234494) |